# Andrea Koevska
Andrea Koevska, nota semplicemente come Andrea (in macedone Андреа Коевска?; Skopje, 14 febbraio 2000), è una cantante macedone.
Ha rappresentato la Macedonia del Nord all'Eurovision Song Contest 2022 con il brano Circles.

## Biografia
Figlia di un professore di legge e di una fisioterapista, all'età di cinque anni si è trasferita con la famiglia negli Stati Uniti d'America per un anno, stabilendosi nel quartiere newyorkese di Harlem. Durante il suo periodo di permanenza nel continente americano ha dimostrato un immediato interesse per la musica, ricevendo supporto da parte di suo nonno, morto quando lei aveva nove anni.
Tornata in Macedonia del Nord, Andrea Koevska ha iniziato a pubblicare sui propri account social delle cover di brani famosi. Nello stesso periodo è stata notata dal produttore discografico Aleksandar Masevski, il quale le ha offerto una borsa di studio per la facoltà di musica presso l'Università San Cirillo e Metodio di Skopje. Nel 2020 Masevski ha prodotto il singolo di debutto dell'artista, I Know, e il sodalizio artistico tra i due è continuato anche con la pubblicazione dei singoli successivi.
Nel gennaio 2022 è stata confermata fra i sei partecipanti di Za Evrosong 2022, evento che ha selezionato il rappresentante della Macedonia del Nord all'Eurovision Song Contest, dove ha presentato l'inedito Circles. Nella selezione, svoltasi il 4 febbraio all'interno di una puntata speciale di Stisni Play, la cantante ha totalizzato 20 punti, al pari con il concorrente Viktor Apostolovski, ma è stata proclamata vincitrice in quanto ha ricevuto più voti dalla giuria internazionale, diventando di diritto la rappresentante eurovisiva macedone a Torino. L'8 maggio 2022, durante la cerimonia d'apertura, è stata ripresa a lanciare a terra la bandiera macedone prima di prendere parte alle sessioni fotografiche riservate alla sala stampa, che ha portato l'emittente MRT a condannare il gesto dell'artista, descrivendolo come atto di profanazione di un simbolo nazionale e considerando il ritiro dell'artista dalla competizione. Qualche ora più tardi Andrea ha dichiarato pubblicamente le sue scuse, spiegando che, a causa della confusione durante la cerimonia, non ha avuto il tempo di passare la bandiera a un membro della delegazione e di averla lanciata involontariamente ad uno troppo lontano dal suo raggio d'azione. Nel maggio successivo Andrea Koevska si è esibita durante la seconda semifinale della manifestazione europea, dove si è piazzata all'11º posto su 18 partecipanti con 76 punti totalizzati, non riuscendo a qualificarsi per la finale.

## Discografia

### Singoli
- 2020 – I Know
- 2020 – I Don't Know Your Name
- 2021 – Talk to Me
- 2021 – Bettin' on You
- 2021 – Choose My Way
- 2022 – Circles
- 2022 – Close to the Sun